# Ekwendeni
Ekwendeni est une ville de la région Nord du Malawi, dans le district de Mzimba. Elle se trouve à 20 km de Mzuzu, la capitale de la région Nord.

## Histoire
Ekwendeni a été fondée par des missionnaires Écossais. En 1889, Walter Angus Elmslie ouvre une mission à cet endroit. C'est l'une des plus anciennes églises du Malawi ; elle relève de l'Église presbytérienne d'Afrique centrale, équivalent local de l'Église d'Écosse.
L'hôpital général est créé dans les années 1890 sous l'égide de l'Église libre d'Écosse. De nos jours l'hôpital dépend du synode de Livingstonia de l'Église presbytérienne d'Afrique centrale, en partenariat avec l'Église presbytérienne des États-Unis, l'Église d'Écosse et l'Église presbytérienne en Irlande.

## Population
La population d'Ekwendeni est majoritairement d'expression tumbuka, mais d'autres langues sont parlées, car un grand nombre de résidents sont venus d'autres parties du Malawi, attirés par la présence de l'hôpital, du collège de théologie, de l'école d'infirmière et du centre d'apprentissage technique.
La prévalence du virus HIV est élevée, attribuée au fait que la ville est une étape pour les chauffeurs routiers qui parcourent la route M1, laquelle relie le Malawi à la Tanzanie, au Kenya et aux autres pays au-delà.

## Économie
La ville est entourée de cultures de tabac. 
Les petites entreprises se développent, l'aide internationale aidant au développement de la zone. L'endroit dispose en outre d'un cadre qui en fait une destination touristique.